# Ajuntament de Narva
L'Ajuntament de Narva o Casa consistorial de Narva (en estonià: Narva raekoda) és un edifici municipal històric de la ciutat de Narva, Estònia. Està ubicat a la plaça de l'Ajuntament (Raekoja plats), al costat del Col·legi de Narva de la Universitat de Tartu.

## Història
El rei suec Carles XI va encarregar a les autoritats de la ciutat la construcció de l'Ajuntament de Narva i l'edifici es va construir segons el projecte del mestre d'obres de Lübeck, Georg Teuffel. La construcció de l'Ajuntament es va iniciar el 1668 i l'edifici es va acabar el 1671. El 1919, el mestre pintor Grabben va col·locar al capdamunt de la torre de l'ajuntament una veleta daurada, una grua. Els treballs d'acabat interior de l'edifici van durar quatre anys més.
Va patir greus danys durant la Segona Guerra Mundial: la torre, la teulada i els sostres van ser destruïts, i el grup de figures al portal i l'escala van resultar greument danyats.
L'edifici va ser restaurat entre 1960 i 1963 sota la direcció de l'arquitecte Henno Potti i l'enginyer H. Uuetalu.
Durant la República Socialista Soviètica d'Estònia, a l'edifici restaurat de l'ajuntament hi funcionava el Palau dels Pioners de Narva, que porta el nom de Viktor Kingissepp. El 1991, va ser el primer edifici d'Estònia que va rebre el cartell d'immoble de defensa aèria civil.

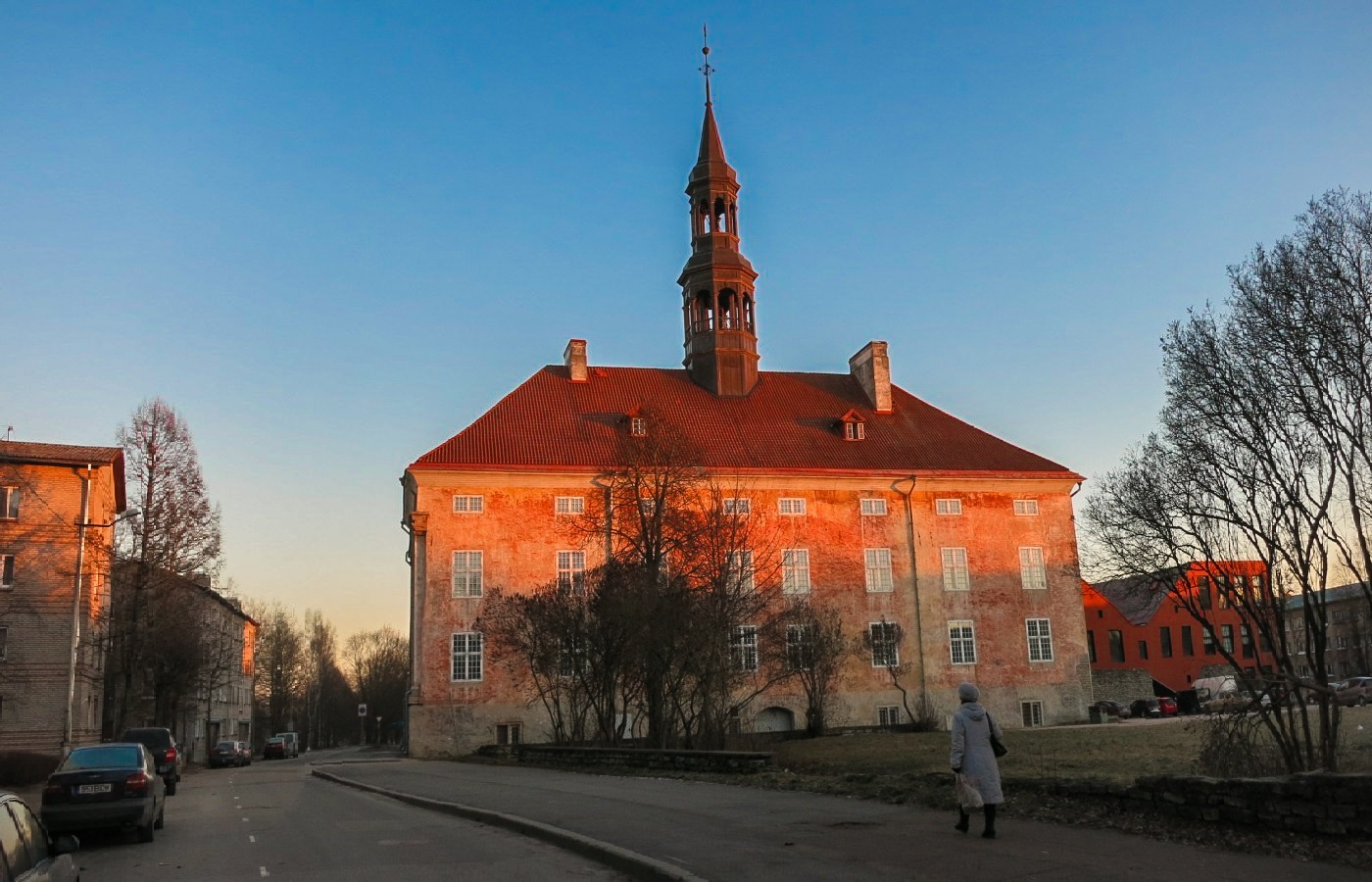
Part posterior de l'Ajuntament
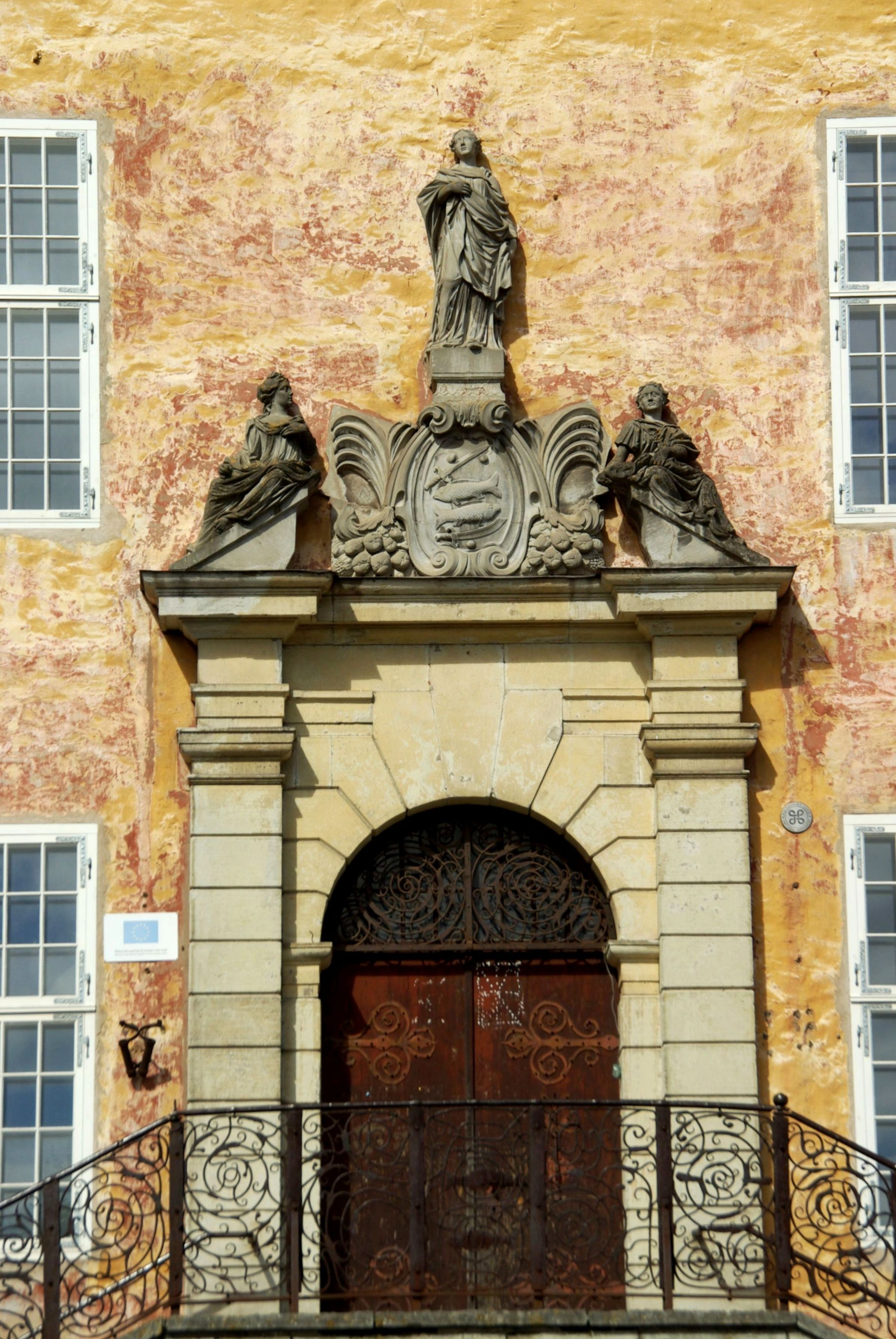
Portal de l'Ajuntament
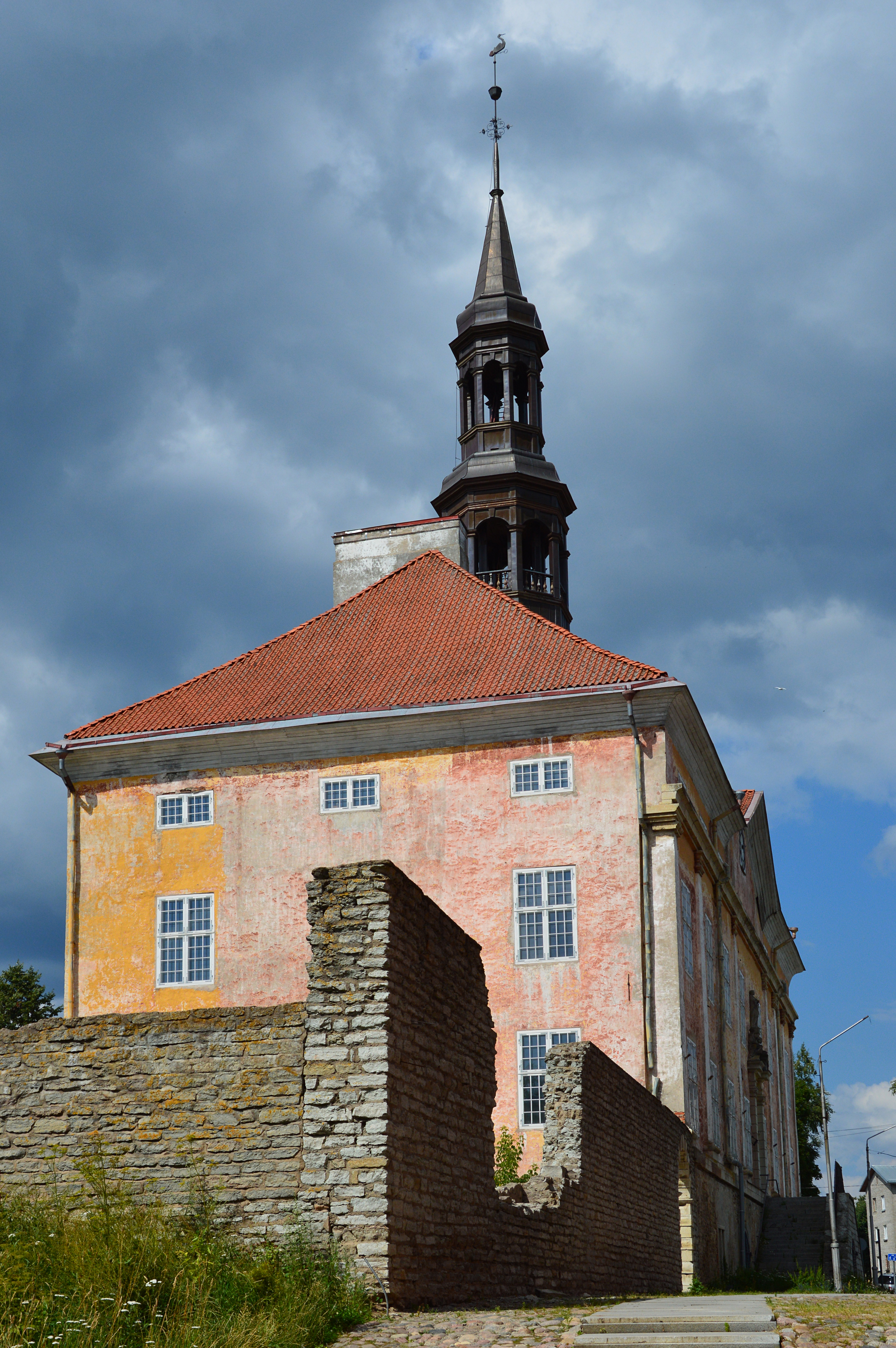
Des del costat de l'edifici
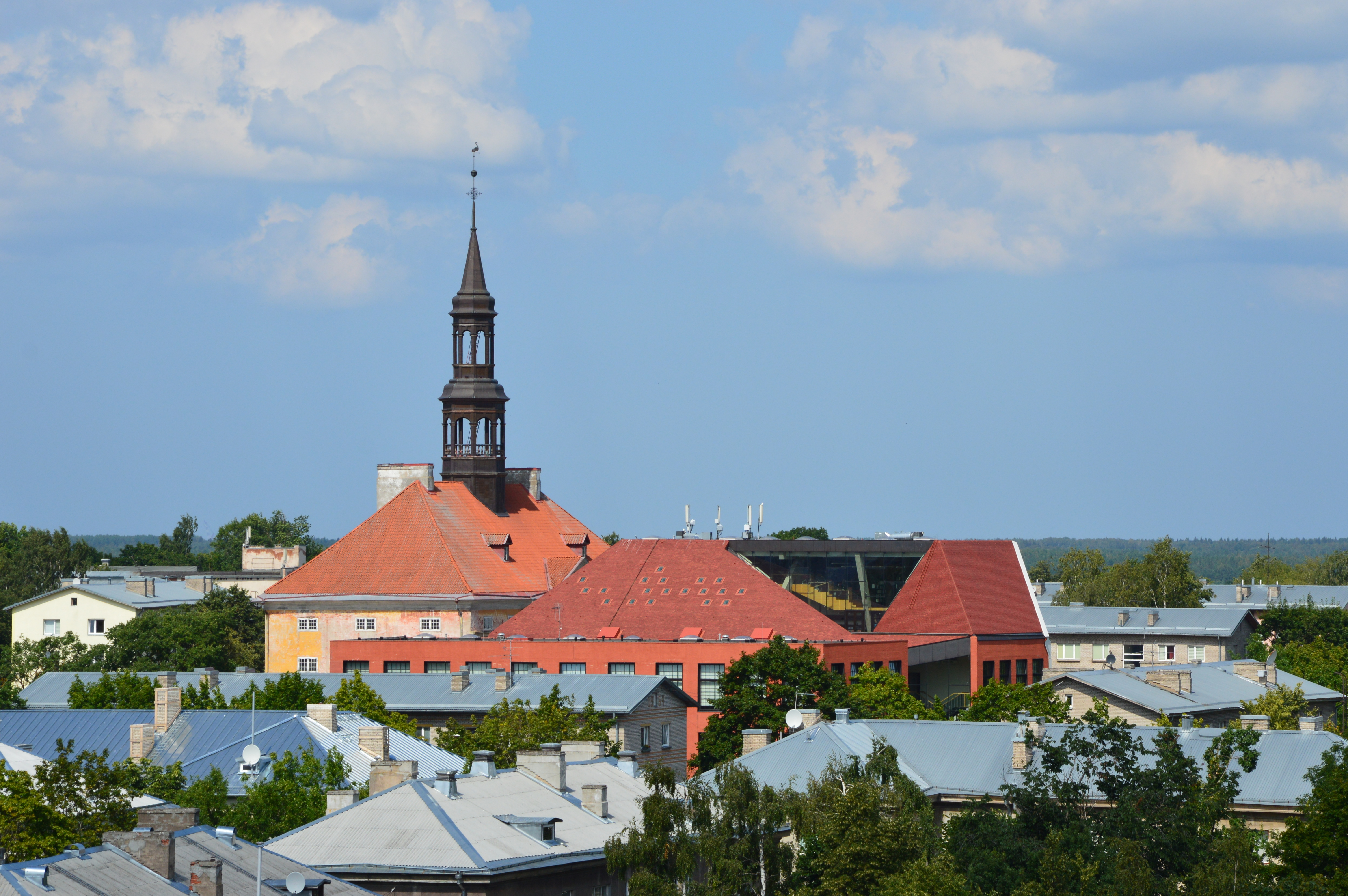
Vista interior de l'edifici